# Kreuzer
Il Kreuzer era una moneta, inizialmente d'argento, diffusa negli Stati meridionali della Germania, in Austria ed in Svizzera.
La moneta risale al grosso tirolino che fu battuto dal 1271 a Merano nell'odierno Alto Adige da Mainardo II. Sul rovescio della moneta era rappresentata una croce (in tedesco Kreuz) caricata con una croce di Sant'Andrea, per cui molto presto si diffuse il nome di Kreuzer. Era anche detto Zwanziger perché aveva il valore di 20 denari veronesi. La moneta nel XIV e XV secolo si diffuse in tutti gli stati di lingua tedesca dell'Europa centro-meridionale con il valore di 4 Pfennig. 
La legge imperiale del 1551 ufficializzò il Kreuzer nel ruolo di moneta divisionale d'argento. 60 Kreuzer valevano un Fiorino d'oro (Goldgulden) e 10 valevano un Tallero. In seguito assunse il valore di 1/48 di fiorino.
Nel XVI secolo era di mistura e nel XVIII di rame.
Nella maggior parte dei sistemi delle valute della regione meridionale tedesca i valori erano 8 Heller = 4 Pfennig = 1 Kreuzer e 4 Kreuzer = 1 Batzen.
Fu emesso in Germania fino al 1871, in Austria fino al 1892. Nell'Impero austro-ungarico fino al 1858 valeva 1/60 di fiorino, dopo prese il valore di 1/100 di fiorino. 
Nel Lombardo-Veneto circolarono sotto l'amministrazione austriaca monete d'argento da 20, 10, 5 kreuzer, di mistura da 3 e di rame da 1 e da mezzo kreuzer.
Venivano detti Creuzer o Carentani o Carantani.